# 济南私立正谊中学
济南正谊中学是由知名教育家鞠思敏于1913年9月创建的一所私立学校，也是济南教育史上最早的中学之一，位于中国山东省济南市大明湖南岸。该校于1956年改为公立，改称“济南第十七中学”。1984年6月济南市政府批准学校更名为“济南职业中等专业学校”，1985年5月更名为“济南第一职业中等专业学校”暨“济南书法艺术专业学校”。1998年4月该校挂牌成立“济南艺术中学”。

## 办学历史
1913年，中年立志从事教育事业的鞠思敏有感于当时官办学校在办学思想和教学方法上的陈规陋习，与其同盟会成员于明信、王讷、王祝晨、刘冠三、高彭年、蒋洗凡等人商定创办“济南私立正谊中学”。“正谊”，取自董仲舒的名句“正其谊而不谋其利”。是年9月8日，经过仅三个月的筹建，该校正式开学。校址（旧址）设在大明湖正南门侧的清末山东巡抚閻敬銘废祠内，只有两间祠堂做教室。该校的创办人均推举鞠思敏义务兼任第一任校长。鞠思敏时任山东省高等师范学校校长，兼任山东省立第一师范学校校长，自奉简约，经常以其薪俸捐助正谊中学。
正谊中学创办初期规模很小，采用旧学制，且只招收男生（中華人民共和國成立后才男女同校）。经鞠思敏多方奔走募集资金，该校规模逐年扩大，增建南、北、东北教学楼。1924年实行新学制，改为完全中学并附设第一、第二附小，其后又增建黄台（花园庄）分校高中部及农事实验厂等。其中，第二附小由鞠思敏独资筹建，专门招收农民子弟。正谊中学的在校生曾达1700余人，规模居济南各校之首，是济南最大的私立中学。鞠思敏还曾试图创建正谊大学，但未能如愿。
正谊中学曾经两度停课。1928年五三惨案期间，南教学楼中弹数发，学校被迫停课，次年春复课。期间，正谊中学的师生参加了济南商界、学界等13个团体的10万市民集会，鞠思敏被选为大会主席上台演讲。1937年岁末，日军入侵济南，正谊中学部分师生曾经南迁大后方。期间，于明信与校董鞠思敏留守学校，并积极从事抗日活动。

## 治学理念
鞠思敏任教的正谊中学崇尚民主和开放，以造就符合社会需求的合格人材为己任，打破陈旧的教学理念和用人方式。教员来自五湖四海，且不计政治信仰，只认学有专长。受鞠思敏邀请，国内南北教育界的很多知名人士都曾来该校演讲，如黄炎培、陶行知、张伯苓等，使学子们受益匪浅。鞠思敏主张“有教无类”，认为“世间无不可造之才，无不可用之人”，所以从不轻言解聘教师或开除学生。他认为潜移默化是最好的教育方式，并以谦逊安详的为人身体力行之。
由于鞠思敏支持学生的进步爱国活动，正谊中学成为当时学生运动和地下党组织活动的基地，对中共在山东的建党和发展起了重要作用。

## 校园旧址
正谊中学的校园旧址位于大明湖畔绿柳丛中，虽然不大，但亭、台、楼、榭样样兼备，亦有小河直通大明湖（1980年代，小河一度干枯），布局十分雅致。从北楼教室中或临水的平台上可以望见大明湖中著名的历下亭，湖光山色令其校园平添了几分美丽。1928年，五三惨案期间，学校校门东侧的两层德式教学楼曾在日本军队炮轰济南时受损。修复时，鞠思敏特意在原为红瓦的房顶补上白瓦，以教育学生们勿忘国耻。
正谊中学的校园直至1950年代还完全保持着建校时的原样。校门是两扇大铁门，上面布满成排的铜钉。校门上方的牌匾上写有“正谊中学”四个大字，由当时的国民党元老于右任题写。门口还有据称是当时全省最大的石狮子，两旁是茂密的无花果树。校园亭子内有一口大钟用于学校作息，悠扬顿挫的钟声方圆几里都听得见。
如今，大门、牌匾、石狮和大钟均不见踪影，据传已在文革期间被毁。校园内尚存的原有建筑或物品有三：一是清末一块刻有文字的石碑；二是校园曾遭日军轰炸的南教学楼，三是闫公祠内的石碑。教学楼内的亭子也是后来仿造的。
正谊中学门前的“闫公祠街”曾在鞠思敏去世后被命名“思敏街”，以感念其在山东教育史上的卓越贡献。济南被中共佔領后，这条自岱宗街北口至大明湖鹊华桥东的街道仍然沿用此名。文革开始后，这一街名始被取消。

## 学校典故
中華人民共和國成立前，因为收费相对低廉，正谊中学吸引了大批贫寒人家的子弟。由于学生衣着破旧，桌椅板凳等设施亦陈旧不堪，正谊中学与济南育英中学曾被戏称为“破正谊，烂育英”。这个社会上广为流传的典故成了正谊中学的侧面写照。

## 历任校长
- 鞠思敏（首任校长、董事长）
- 徐伯璞
- 于明信（代理校长）
- 綦际霖

## 知名校友
- 季羡林（知名国学家、翻译家）
- 孙思白（知名史学家）
- 王树元
- 王统照
- 王宇亭（知名教育家）
- 王幼平
- 张春桥（前中共高层领导人，“四人帮”成员之一）
- 庄圻泰（知名数学家）

- 陳煐　（中國人民解放軍中將，獨立功勛榮譽章获得者）
- 程鸣汉（中共地下党成员，烈士）
- 高魁元（中華民國陸軍總司令、國防部部長，陸軍一級上將）
- 李竹如（中共中央山东分局宣传部长，烈士）
- 刘君雅（中共夏津党组织创立者）
- 吕致斋（中共鲁东抗日游击队第九支队负责人，烈士）
- 鹿省三（中共鲁东抗日游击队第七支队政治委员，烈士）
- 鹿效曾
- 马清宗（山东省摔跤运动健将，回族）
- 牟宜之（前新四军兼山东军区驻济南办事处主任）
- 钱杰东（中共曲泗宁县委首任组织部长）
- 王承一（前淄川抗日独立营首任营长，烈士）
- 张福林（中共博兴县早期党员，辍学）
- 赵丁夫（前中共济南市委宣传部副部长）
- 郑庆拙
- 郑天九（中共日照党组织创立者，烈士）

## 拆迁风波
近年来，由于大明湖扩建工程已提上议事日程，按照规划，正谊中学旧址将成为大明湖景区的一部分。这所历史悠久的名校很可能就要从原址上彻底消失，年近百年“正谊”何去何从引发了济南市民和文化界人士的广泛关注，部分市民已上书政府部门要求保留该校旧址。
据报道，正谊中学与大明湖公园在土地划分上一直存有争议。学校简史表明，校园东邻的司家码头北楼东段应归正谊中学所有，此后不知何故被划归大明湖。1985年政府部门将正谊中学四间200多平方米的临湖教室划归大明湖。近期的扩建规划，则将整个正谊中学规划为大明湖景区。